# 高陆县 (曹魏)
高陆县，中国古县名。
三国曹魏黄初元年（220年），以高陵县改置，治所在今陕西省西安市高陵区西南大古城。北魏移治今西安市高陵区，为冯翊郡治。隋朝大业初年，复改名高陵县。 